# Osladičotvaré
Osladičotvaré (Polypodiales) je rozsáhlý řád kapradin, který zahrnuje rostliny velmi rozmanitého vzhledu (bylinné, terestrické, epifytní, anebo nízce stromovité, popřípadě liány se zbytky po listech). Polypodiales jsou dominantní skupinou kapradin již od třetihor. Svým vzhledem to jsou oddenkové byliny s řapíky často pokrytými plevinami. Jsou to izosporické kapradiny. Sporangia jsou uložena v sorech, které mají různé typy ochrany, což je důležitým rozřazovacím znakem rozřazení do čeledí. Dalším faktorem přiřazení do dané čeledě je anatomie řapíku a vřetene čepele.

## Klasifikace
Známy jsou zejména tyto čeledi:
- čeleď křídelnicovité (Pteridaceae) – liniové cenosory jsou kryty podvinutým okrajem listů a cévní svazek při průřezu řapíkem má tvar písmene U. Jsou to vesměs pozemní rostliny s plazivým oddenkem a bohatě zpeřenými listy různého tvaru i velikosti. Patří sem hasivka orličí (Pteridium aquilinum)
- čeleď netíkovité (Adiantaceae) – většinou pozemní rostliny s plazivým, nebo vystoupavým oddenkem porostlým chlupy nebo plevinami. Řapík má na průřezu dva cévní svazky, ale ve vřetenu čepele se spojují v jeden cévní svazek. Sori jsou bez ostěr, ale jsou kryty podvinutými laloky listů – okraje listů jsou vroubkované a pod každým vroubkem se nachází jednotlivé výtrusnicové kupky. Listy spíše menší a většinou bohatě zpeřené. Většina zástupců roste jen v tropech.
- čeleď kapradiníkovité (Thelypteridaceae) – řapík má 2 páskovité cévní svazky. Kupky se vyskytují na okraji na hřbetě koncových žilek. Kapradiníkovité mají poměrně malé ostěry, které jsou navíc opadavé. V ČR velmi častým zástupcem je bukovinec osladičovitý Phegopteris connectilis. Další druhy jsou pérnatec horský (Lastrea limbosperma) a kapradiník bažinný (Thelypteris palustris).
- čeleď kapraďovité (Dryopteridaceae) – většinou pozemní rostliny, vzácně liány, někdy i epifyty, převážně vyššího vzrůstu. Oddenek mají pokrytý zbytky listů a tmavými plevinami. Jsou to kosmopolitní kapradiny, které mají řapík obsahující větší počet do půlkruhu uspořádaných cévních svazků. Výtrusnicové kupky jsou na ploše listu spíše daleko od okraje listů a jejich uspořádání nesouvisí s žilnatinou a většinou jsou kryty ostěrou. Rod kapradina (Polystichum) obsahuje rostliny, které umí přezimovat. Tento rod je také schopen vegetativního rozmnožování (vytváří vegetativní pupeny na okraji listů, které časem odpadnou a dají tak vzniknout nové rostlině). Rozšířené od tropů (kde je převážná část jejich zástupců), přes mírné pásy až do pásů studených. V ČR se hojně vyskytuje kapraď samec dále potom kapradina laločnatá a další druhy.
- čeleď papratkovité (Athyriaceae) – pozemní rostliny s krátkým, nebo prodlouženým oddenkem s tmavými plevinami. Listy jsou střední velikosti, nebo malé 1-3x zpeřené. Řapík obsahuje dva centrální svazky, které se ve vřeteni čepele spojují v jeden jediný centrální svazek. Výtrusnicové kupky mají umístěné po straně listu a nebo na hřbetě žilek, kde jsou kryty ostěrou vyrůstající ze žilky. Rozšířené jsou v tropech a méně v mírných pásech. Vzácně se vyskytují i v pásu studeném. V ČR se hojně vyskytuje papratka samičí.
- čeleď sleziníkovité (Aspleniaceae) – terestrické i epifytní rostliny s plazivým, nebo vzpřímeným oddenkem pokrytým tmavými plevinami. Listy jsou jednoduché, až bohatě zpeřené, drobné i poměrně velké s otevřenou, nebo síťnatou žilnatinou. Stejně jako papratkovité jsou kosmopolitní. Řapík má dva cévní svazky, které se ve vřeteni čepele spojují do tvaru písmene X. Výtrusnicové kupky mají po straně koncových žilek a jsou kryté postranní ostěrou.
- čeleď žebrovicovité (Blechnaceae) – jsou kapradiny rostoucí převážně v tropech a subtropech jižní polokoule a jen jeden jediný druh roste i v Evropě. Řapík má dva centrální svazky a sori jsou v liniových cenosorech a nejčastěji bývají kryté vychlípeninou střední žilky. U této čeledi se vyskytuje listový dimorfismus. Jsou to pozemní rostliny, vzácně i liány, s oddenkem, nebo i s nevysokým nadzemním kmenem pokryté mřížkovanými plevinami.
- čeleď osladičovité (Polypodiaceae) – jsou nejbohatší čeledí. Většina zástupců je součástí flory tropů a mnozí ze zástupců jsou epifyté. Jsou to rostliny drobného až středního vzrůstu s hojnými plevinami. Čepele listů jsou celistvé nebo členěné a jen velmi vzácně složené. Sori jsou podlouhlé, nebo okrouhlé bez indusia, nejsou spojeny s žilnatinou a nemají ostěry, a tak nejsou nijak chráněny, mnohdy pokrývají celou spodní čepel listu, nebo jen její cípy.
- čeleď onokleovité (Onocleaceae) - jsou to středně velké až velké kapradiny s výrazně dvoutvárnými listy, rostoucí v Evropě, Asii a Americe. V Česku tuto čeleď zastupuje pérovník pštrosí.